# 24316 Anncooper
24316 Anncooper (tên chỉ định: 2000 AQ11) là một tiểu hành tinh vành đai chính. Nó được phát hiện bởi dự án Nghiên cứu tiểu hành tinh gần Trái Đất Lincoln ở Socorro, New Mexico, ngày 3 tháng 1 năm 2000. Nó được đặt theo tên Ann Simone Cooper, an American high school student whose animal sciences project won second place ở the 2008 Giải thưởng Khoa học và Kỹ thuật Intel.